# Baccharis juncea
Suncho es el nombre común de la planta nativa de Sudamérica de nombre científico Baccharis juncea, de la familia Asteraceae.

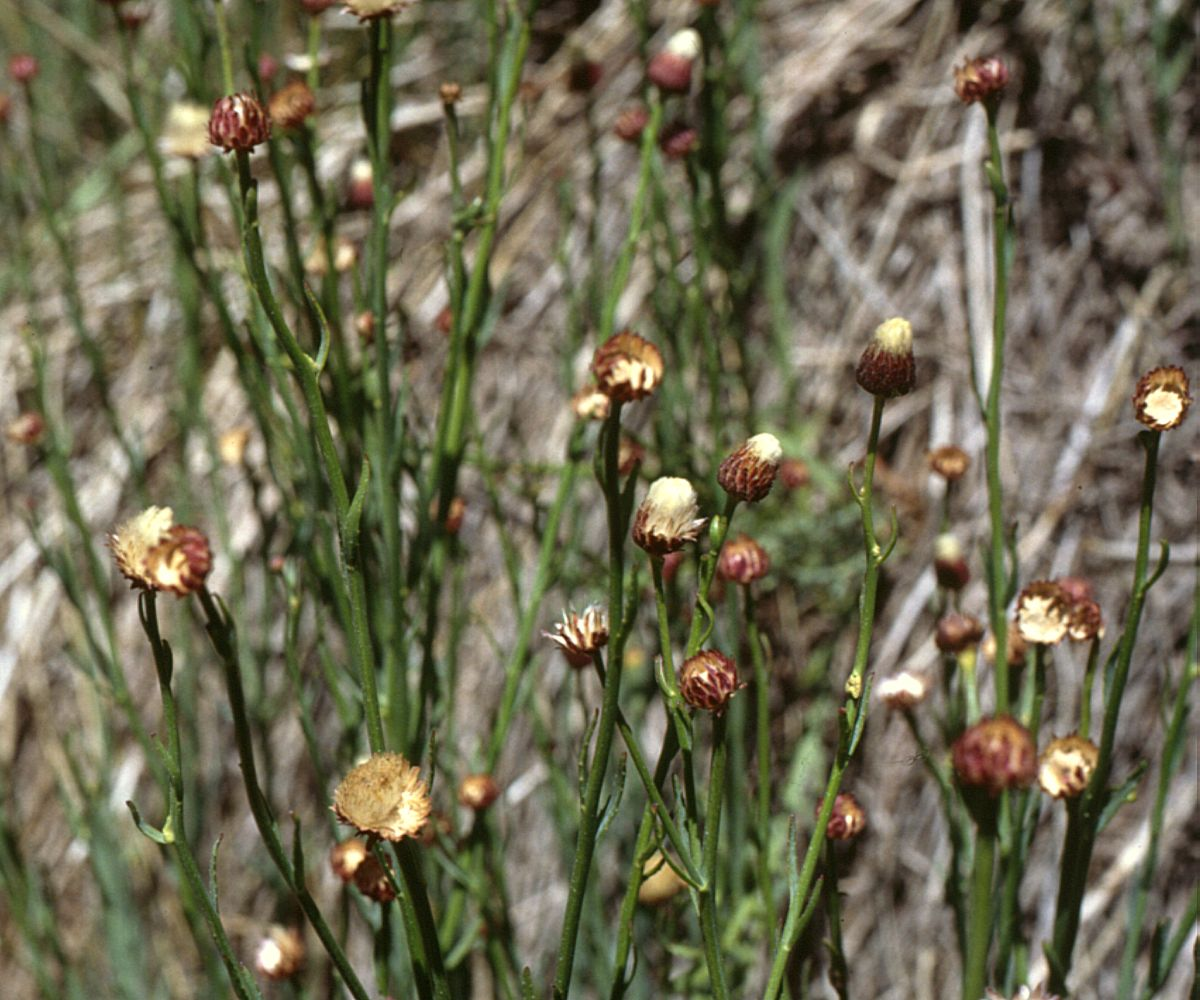
Vista de la planta

## Descripción
Es un arbusto herbáceo perenne, rizomatosa, de tallos poco ramificados, alcanza hasta 1 m de altura, terminados en pocos capítulos blanquecinos purpúreos, con flores dioicas en cada planta. Al madurar y desarrollarse los vilanos, los capítulos femeninos se hacen más vistosos que durante la floración. Hojas glabras, lineares a veces las inferiores lobuladas, de hasta 18 cm de largo.

## Distribución y hábitat
Es una planta sudamericana, que prefiere sitios anegadizos o inundados, algo salitrosos, donde forma densas poblaciones. Se la encuentra en la vecindad de lagunas, charcos y cursos de agua. 

## Taxonomía
Baccharis juncea fue descrita por (Lehm.) Desf. y publicado en Tableau de l'École de Botanique 163. 1829.
Etimología
Baccharis: nombre genérico que proviene del griego Bakkaris dado en honor de Baco, dios del vino, para una planta con una raíz fragante y reciclado por Linnaeus.
juncea: epíteto latino que significa "en los juncos".
Sinonimia
- Arrhenachne juncea (Lehm.) Cass.
- Baccharis juncea subsp. clavata Joch.Müll.
- Baccharis subulata D.Don
- Baccharis subulata Hook. & Arn.
- Stephananthus junceus Lehm.[4]

## Nombres comunes
- Azoyate, escobilla, escoba ancha, escoba cabezona, escoba del monte, hierba del carbonero.